# Llano County
Llano County er et county i den amerikanske delstat Texas.

## Byer
- Bluffton
- Buchanan Dam
- Castell
- Click
- Horseshoe Bay
- Kingsland
- Llano
- Sunrise Beach Village
- Tow
- Valley Spring

30°43′N 98°41′V / 30.71°N 98.68°V